# Kār Gazī
Kār Gazī (persiska: پُر گَزی, پَر گَزی, کار گزی, Por Gazī) är en ort i Iran.   Den ligger i provinsen Hormozgan, i den sydöstra delen av landet, 1 000 km sydost om huvudstaden Teheran. Kār Gazī ligger 498 meter över havet och antalet invånare är 127.
Terrängen runt Kār Gazī är platt. Runt Kār Gazī är det ganska glesbefolkat, med 40 invånare per kvadratkilometer. Närmaste större samhälle är Chīromābād, 12,6 km öster om Kār Gazī. Trakten runt Kār Gazī är ofruktbar med lite eller ingen växtlighet.